# Application portfolio management
Pour les articles homonymes, voir APM.
Application portfolio management (APM) ou gestion du portefeuille applicatif GPA est une méthode apparue dans les années 1990 dans les moyennes et grandes entreprises qui cherchaient à mettre en œuvre une stratégie informatique.
L'objectif est de gérer le capital, les actifs de matière grise constitués par plusieurs vagues d'informatisation d'entreprise en appliquant les recettes de retour sur investissement, de coût de maintenance, de développement ou de rachat propres à la gestion financière. 

## Débuts
Cyrus Gibson et Richard Nolan  publièrent en 1974 un article dans la Harvard Business Review Managing the Four Stages of EDP Growth où ils observèrent que les investissements informatiques pouvaient être mesurés en portefeuille d'application.
Nolan, Norton & Co. fut la première société à tester ces nouveaux principes auprès de ses clients, cartographiant la couverture applicative dans ces organismes, avec les forces et faiblesses de chaque application pour fournir un plan stratégique informatique
La méthode APM a été largement adoptée dans les années 1990 à la faveur du « bug de l'an 2000 ». La problématique de changement de date, aussi appelée Y2K, pouvant effectivement affecter de manière critique aussi bien les nouvelles applications que les systèmes plus anciens hérités du passé (legacy). Un recensement était nécessaire pour de nombreuses organisations de par le monde, certaines se limitant à conjurer le risque lié à la date, d'autres en profitant pour explorer de nouvelles pistes d'amélioration. 
La démarche est d'abord basée sur l'inventaire, puis sur l'estimation des applicatifs en termes de stabilité, qualité logicielle et maintenabilité, puis la valeur ajoutée sur l'activité avant de bâtir un plan d'allocation de ressources sur chacune des composantes du portefeuille, en fonction de sa durée de vie espérée et de sa criticité.

## Outils
Il y a deux types d'approches d'APM, l'approche descendante top-down qui consiste en un recensement critique de toutes les applications de l'entreprise, ou l'approche remontante bottom-up, qui insiste davantage sur la réutilisabilité de certains composants, en passant par une réingénierie en remontant du code lui-même. 
Les outils se classeront dès lors en outils d'inventaire ou de rétroingénierie, ou application mining tools.

## Conclusions
Beaucoup d'entreprises génèrent de la duplication d'application, en fonction d'évolutions historiques (acquisitions, tests de nouveaux outils plus ou moins avortés…) qui peuvent engendrer une explosion de la complexité et des coûts de maintenance.
La démarche APM permet de simplifier et de clarifier les outils supports de l'activité et de mieux les faire coller aux besoins de chaque structure.
Il n'est pas toujours aisé de retenir le bon niveau de « granularité » pour chaque applicatif, mais il suffit de suivre quelques règles simples :
- Rester simple à définir pour les utilisateurs
- Constituer un ensemble complet et manipulable au sens informatique : web service, application client serveur entière avec sa base de données, site internet dynamique couplé à un ERP, outil excel de chiffrage…

L'équipe d'architecture d'entreprise doit fixer les objectifs de taille qui lui sembleront cohérents avec la démarche qu'ils veulent développer. 
Le retour sur investissement peut être un indicateur utile pour évaluer les décisions stratégiques de portefeuille applicatif, même s'il n'a qu'une dimension financière, mais on préférera des outils plus élaborés, multicritères, qui permettront de mieux estimer les applicatifs suivant leurs contributions, risques, réutilisabilité…